# Valeria Vaglio
Valeria Vaglio (Bari, 28 giugno 1980) è una cantautrice italiana.

## Biografia
Nel 2005 lavora come vocalist-polistrumentista alle Maldive e in Egitto. A fine anno vince una borsa di studio SIAE e frequenta il Corso di perfezionamento per autori di testi presso il Cet di Mogol.
Nel giugno del 2007 si iscrive ai corsi di SanremoLab dove presenta il brano Ore ed ore grazie al quale accede al Festival di Sanremo.
Nel 2008 partecipa alla 58ª edizione del Festival di Sanremo nella categoria giovani con il brano Ore ed Ore, pubblicato nell’album Stato innaturale (RCA/Sony Music).
Nel 2009 si è esibita in occasione della Giornata mondiale contro l’omofobia e de La giornata contro la violenza verso le donne presso il Teatro EDI di Milano (concerto organizzato da Amnesty International); fa da testimonial alla campagna contro la violenza sulle donne promossa dall’UDI (Unione Donne Italiane), mentre a dicembre partecipa alla manifestazione Donne in musica per l’Abruzzo.
Il 7 maggio 2010 esce il suo secondo album Uscita di insicurezza (Carosello/Artist First) che contiene Nonostante le assenze, composto a quattro mani con Bungaro.
Nell'estate del 2010 parte l'|Uscita di sicurezza - Electro Tour.
Verso la fine del 2010 nasce Amianto, un pezzo inserito all'interno del primo album di Serena Abrami, quarta classificata tra i giovani al Festival di Sanremo 2011.
Fa parte della giuria del concorso Walk On Right indetto da Amnesty International nelle edizioni del 2012, 2013 e 2016 e realizza lo spot di promozione radiofonica del concorso.
A giugno 2011 esce il video ufficiale del brano Dio quanto sto bene senza te, vincitore del premio speciale PIVI 2011.
Nel 2013 è tra i finalisti del Premio Bindi e del Biella festival; scrive la colonna sonora del cortometraggio Guardate il sole in faccia.
A marzo 2014 esce il suo terzo album Il mio vizio migliore che è seguito da un tour in alcune città italiane anche per tutto il 2015.
Nel 2019 esce il suo primo album di cover Mia, contenente brani del repertorio di Mia Martini da lei interpretati.

## Album
- 2008 - Stato innaturale
- 2010 - Uscita di insicurezza
- 2014 - Il mio vizio migliore
- 2019 - Mia